# UN-Forschungsinstitut für soziale Entwicklung

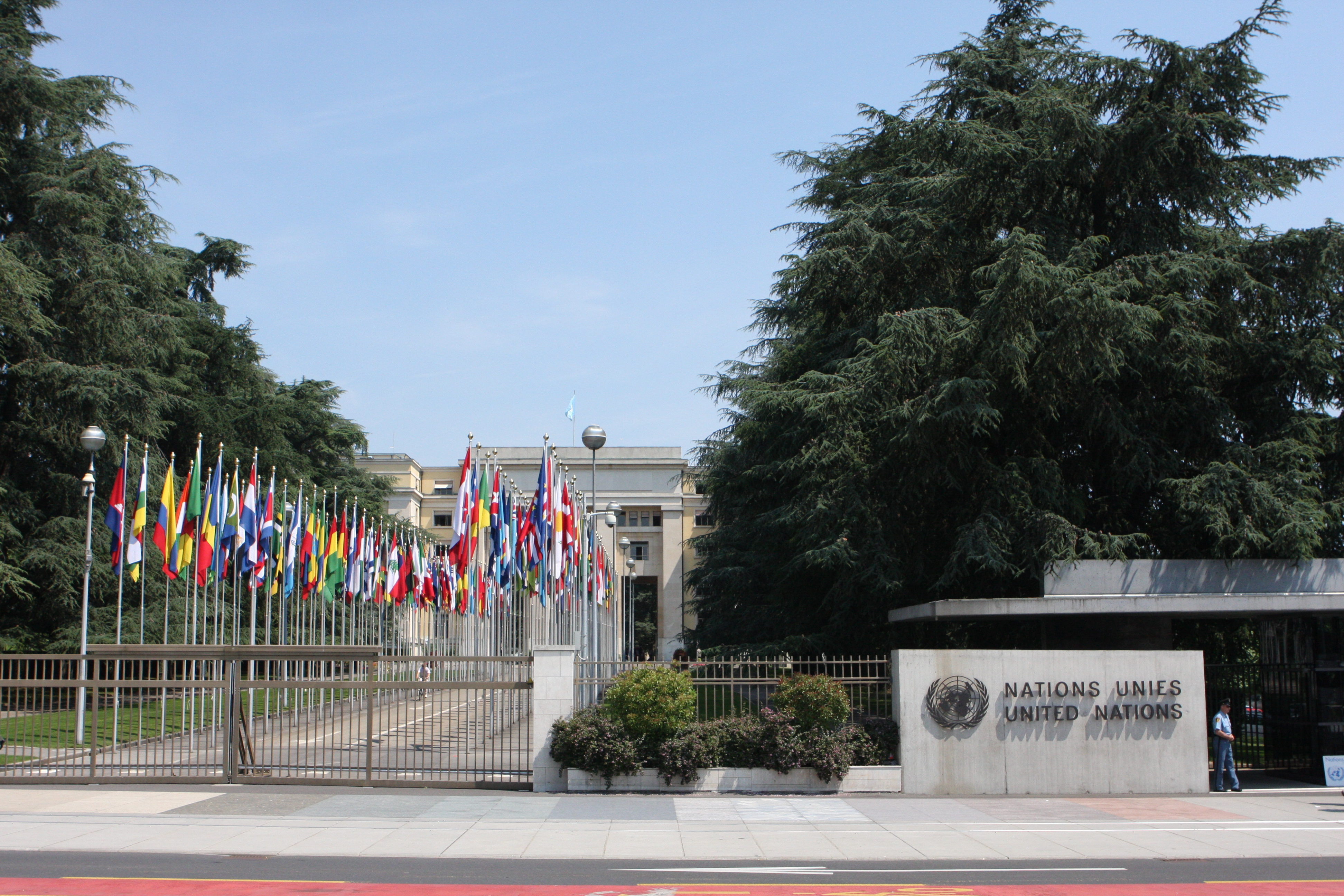
Sitz des UNRISD in Genf

Das UN-Forschungsinstitut für soziale Entwicklung (UNRISD) ist ein unabhängiges Forschungsinstitut der Vereinten Nationen, welches „multidisziplinäre Forschung und Politikanalyse zu den sozialen Dimensionen gegenwärtiger Entwicklungsprozesse betreibt.“ Das UNRISD wurde 1963 gegründet, um die Arbeit des UN-Sekretariats, internationaler und nationaler Institutionen mit fundierten Informationen zu diesen Sachgebieten zu unterstützen.
Ein kleines Team von Forschern koordiniert die Forschungsprogramme des UNRISD, deren Focus vor allem auf Entwicklungsländer gerichtet ist, in Zusammenarbeit mit nationalen Forschungsgruppen an Universitäten und Forschungsinstituten. Dabei wird ein ganzheitlicher multidisziplinärer und die konkreten politischen und ökonomischen Gegebenheiten berücksichtigender Ansatz gewählt. Das UNRISD sitzt im UN-Büro in Genf (Schweiz), was den Forschern einen unmittelbaren Zugang zu politischen Prozessen in Veranstaltungen, Meetings, Konferenzen und Arbeitsgruppen ermöglicht.

## Geschichte
Das UNRISD wurde 1963 gegründet, um „Forschung zu Abläufen und Problemen sozialer Entwicklung und zum Spannungsfeld zwischen sozialer und ökonomischer Entwicklung zu fördern“. Es wurde mit einem Zuschuss der niederländischen Regierung ausgestattet. Der erste Kuratoriumsvorsitzende wurde Jan Tinbergen, der 1969 mit dem ersten Wirtschaftsnobelpreis ausgezeichnet wurde.
Ein Forschungsschwerpunkt des UNRISD war in seiner Anfangszeit, Indikatoren zu finden, um Entwicklung messbar zu machen. Dies sollte nicht zur ökonomische Gesichtspunkten wie z. B. Wirtschaftswachstum im Auge haben, sondern auch sozialen Faktoren wie Ernährung, Gesundheit und Bildung. Auch die Bedeutung von Genossenschaften und Kooperativen als Mittel für Entwicklung war ein früher wichtiger Forschungsbereich.
In the 1970er Jahren machte das globale Bevölkerungswachstum die Nahrungsmittelproduktion und -versorgung zu einem entscheidenden Faktor für die Entwicklungspolitik. Die Haltung des UNRISD zu der sogenannten Grünen Revolution (Verbreitung neu gezüchteter ertragreichen Saatgutes zur Steigerung der Lebensmittelproduktion) war eher kritisch. Aus seiner Sicht ist die absolute Menge verfügbarer Lebensmittel nur ein Faktor für den Schutz vor Unterernährung und Hunger in Entwicklungsländern. Ob der einzelne genug zu essen hat oder nicht, hänge eher von ungleich verteiltem Einfluss auf die Verteilungsmechanismen von Lebensmitteln zusammen.
Nach 1980 wuchs das UNRISD sowohl hinsichtlich der finanziellen Basis wie der personellen Ausstattung. Die Aufgaben verschoben sich mehr in Richtung Bevölkerungsbeteiligung und zu Themen wie Flüchtlingsbewegungen, während die früher vorrangige Beschäftigung mit Statistiken in den Hintergrund trat.
In den 1990er Jahren entwickelte sich das UNRISD weiter. Ein breites Feld an Themen wurde bearbeitet von politischer Gewalt bis zu den sozioökonomischen Auswirkungen illegaler Drogen. Die fortschreitende Globalisierung und Strukturanpassungsprogramme in den Entwicklungsländern führten zu Krisen, welche durch die Forschung des UNRISD kritisch begleitet wurden, dessen These es war, dass unregulierte Märkte einen gesunden öffentlichen Sektor und ein stabiles Regierungssystem brauchen, um ohne Verwerfungen zu funktionieren.
Umweltpolitik war in dieser Dekade ein zentrales Thema in den entwicklungspolitischen Debatten. Das UNRISD sah kritisch, dass Umweltbelange oft gegen soziale Gerechtigkeit und die Bedürfnisse von Minderheiten ausgespielt wurden.
Als sich nach 2000 das Tempo der Globalisierung weiter verschärfte und weitreichende Liberalisierungen zu teilweise katastrophalen sozialen Auswirkungen führten, kritisierte das UNRISD die Fokussierung der Diskussion auf den Schutz spezieller besonders verletzlicher Gruppen und forderte stattdessen eine grundsätzliche Neuausrichtung einer universalen Sozialpolitik.
2015 wurde durch die Verabschiedung der für 2030 anvisierten Ziele für nachhaltige Entwicklung durch die Mitgliedstaaten der Vereinten Nationen ein neues globales Leitsystem für Entwicklung geschaffen. UNRISD arbeitete weiter an sozialpolitischen Themen nun oft in Verbindung mit Fragestellungen der 2030-Agenda. Es beschäftigte sich mit dem neuen Bereich Sozial- und Solidarökonomie und ihrem Beitrag zu nachhaltiger Entwicklung. Umweltthemen stellen sich immer wieder als Schlüsselbereich heraus, vor allem unter dem Gesichtspunkt Lastenverteilung bei den Folgen des Klimawandels.

## Themen und Projekte
Das UNRISD hat in seiner aktuellen Forschungsagenda drei Großthemen der Entwicklungspolitik ins Zentrum gestellt. Ungleichheit, Konflikte und nichtnachhaltige Praktiken. Geschlechtsspezifische Ungerechtigkeiten und globale Migrationsbewegung stellen ebenfalls wichtige Aspekte dar.
Ein neues Instrument, um Forschungsaktivität anzustoßen und zu unterstützen, ist der "Ideen-Inkubator", in dem aktiv Partner gesucht werden, die das Forschungsangebot bereichern und erweitern können.
Das UNRISD stellt eine Online-Datenbank mit über 1300 Publikationen zur Verfügung. Die Mehrzahl kann inzwischen kostenfrei bezogen werden.
Es werden eine Vielzahl von Konferenz und Seminare veranstaltet, wobei hochrangige Kooperationen die Regel sind (UNITAR, ILO, ITC etc.). Von den Veranstaltungen stehen ebenfalls Multimediaangebote zur Verfügung.

## Organisation

### UNRISD Personalstruktur
Das UNRISD hat eine kleine Kernbelegschaft mit Sitz in Genf, welche ein Internationales Netz von Forschern koordiniert. Die Zusammenarbeit mit dem UNRISD kann auf unterschiedliche Weise erfolgen. Forschungsaufträge können direkt im Rahmen eines zentral koordinierten Projekts vergeben werden. Alternativ können Forscher auf Ausschreibungen reagieren und ihre Forschungsergebnisse zur Veröffentlichung als Teil eines UNRISD-Projekts einreichen. Das UNRISD veröffentlicht auf seiner Webpräsenz auch Gedankenanstöße von eingebundenen Wissenschaftlern.
Im Netzwerk des UNRISD arbeiten gegenwärtig über 400 Forscher aktiv mit, wobei die Mehrheit aus südlichen Ländern stammt.

### Kuratorium
UNRISD wird von einem Kuratorium begleitet, das von einem durch den UN-Generalsekretär bestimmten Vorsitzenden geleitet wird. Die Kuratoriumsmitglieder werden aufgrund ihrer Expertise und Qualifikation berufen und durch den Wirtschafts- und Sozialrat der Vereinten Nationen (ECOSOC) bestätigt. Die Kuratoriumsmitglieder werden als unabhängige Fachleute berufen und nicht als Repräsentanten der UN-Mitgliedsländer. Das Kuratorium erstattet der Kommission für Soziale Entwicklung (CSocD) alle zwei Jahre Bericht.
| Kuratoriumsvorsitzender | Herkunft               | von  | bis   |
| ----------------------- | ---------------------- | ---- | ----- |
| Jan Tinbergen           | Niederlande            | 1963 | 1974  |
| A. Onitiri              | Nigeria                | 1975 | 1975  |
| M.T. Diawara            | Elfenbeinküste         | 1976 | 1982  |
| Gustavo Esteva          | Mexiko                 | 1983 | 1983  |
| Paul-Marc Henry         | Frankreich             | 1984 | 1988  |
| Keith Griffin           | Vereinigtes Königreich | 1989 | 1994  |
| Juan Somavia            | Chile                  | 1995 | 1997  |
| Emma Rothschild         | Vereinigtes Königreich | 1998 | 2005  |
| Lourdes Arizpe          | Mexiko                 | 2006 | 2011  |
| Maureen O’Neil          | Kanada                 | 2012 | 2017  |
| Joakim Palme            | Schweden               | 2017 | heute |

### Direktoren
Der Direktor erstattet sowohl dem Kuratorium wie der ECOSOC Bericht im Rahmen der Kommission für soziale Entwicklung. Der Direktor ist verantwortlich für die Forschungsaktivitäten des UNRISD, für Finanzierung und die Beziehungen zum UN-Sekretariat, leitenden UN-Funktionären, anderen Behörden, Spendern und zu anderen Forschungseinrichtungen. Die bisherigen Direktoren waren auch immer selbst in der Forschung tätig.
| Direktor             | Herkunft               | von  | bis   |
| -------------------- | ---------------------- | ---- | ----- |
| Jan F. de Jongh      | Niederlande            | 1964 | 1967  |
| Donald V. McGranahan | Vereinigte Staaten     | 1967 | 1977  |
| Solon L. Barraclough | Vereinigte Staaten     | 1977 | 1984  |
| Enrique J. Oteiza    | Argentinien            | 1984 | 1987  |
| Dharam Ghai          | Kenia                  | 1987 | 1997  |
| Thandika Mkandawire  | Malawi                 | 1998 | 2009  |
| Sarah Cook           | Vereinigtes Königreich | 2009 | 2015  |
| Paul Ladd            | Vereinigtes Königreich | 2015 | heute |

### Finanzierung
UNRISD verlässt sich vollständig auf freiwillige Unterstützung von Regierungen, Entwicklungshilfeorganisationen und Stiftungen und erhält keine finanzielle Unterstützung aus dem Budget der Vereinten Nationen. Diese Situation birgt zwar Unsicherheiten, garantiert aber die Unabhängigkeit des Instituts und verleiht ihm die für seine Arbeit notwendigen Freiräume.

## Einfluss und Auswirkungen der Politik
Die Position des UNRISD im System der UN erlaubt einen bedeutenden politischen Einfluss, wobei seine Organisations- und Finanzstruktur ihm eine eindrucksvolle Unabhängigkeit ermöglicht. Seine Mitarbeiter arbeiten in Gremien im gesamten UN-System mit, bilden Task-Forces und Experten-Gruppen und kooperieren in Forschungsprojekten mit anderen UN-Organen.

## Nachweise
1. ↑  UNRISD: Mandate & Mission - About UNRISD - UNRISD. In: www.unrisd.org.
2. ↑  United Nations Research Institute for Social Development (UNRISD) - international organization.
3. ↑  UN-NGLS Non Governmental Liaison Service: UN-NGLS Publications: NGLS Handbook. In: www.un-ngls.org.
4. ↑  United Nations Secretary-General's Bulletin ST/SGB/126, August 1963, accessed 3 December 2013.
5. ↑  Research for Social Change–Transformations to Equity and Sustainability: UNRISD Strategy 2016–2020, accessed 15 March 2019.
6. ↑  Ideas Incubator, accessed 19 March 2019. Archiviert vom Original am 5. November 2020; abgerufen am 16. Mai 2019 (englisch).
7. ↑  UNRISD: UNRISD: Events. In: www.unrisd.org.
8. ↑  UNRISD. In: YouTube.
9. ↑  UNRISD Podcasts by UNRISD on Apple Podcasts. In: Apple Podcasts.
10. ↑  UNRISD: Our Current Network of Researchers - About UNRISD - UNRISD. In: www.unrisd.org.
11. ↑  https://www.unrisd.org/80256B3C005BF3C2/(httpPages)/350C8B0BC9FFF0B9802579F1004E7491?OpenDocument&Count=1000
12. ↑  https://www.unrisd.org/80256B3C005BF3C2/(httpPages)/D3AAC2F1283530C98025792000332505?OpenDocument